# Muborakscho Mirsoschojew
Muborakscho Abdulwahhobowitsch Mirsoschojew (tadschikisch Муборакшо Абдулваҳҳобович Мирзошоев, wiss. Transliteration: Muborakšo Abdulvahhobovič Mirzošoev; * 19. August 1961 in Ruschon in der tadschikischen autonomen Provinz Berg-Badachschan; † 8. Februar 2001), auch bekannt als Muborakscho (Муборакшо) oder als Mischa (Миша), war ein Sänger, Songwriter und Schauspieler der Volksgruppe der Pamiri. Er gilt neben der Gruppe um Daler Nasarow – deren Mitglied er war – als Pionier der tadschikischen Rockmusik.

## Karriere
Muborakscho verbrachte seine Kindheit in seinem Heimatdorf Jemts (russisch Емц Jemz) in Berg-Badachschan. Im Alter von 14 Jahren komponierte er seinen ersten Song namens Tschor Dschawon (tadschikisch Чор Ҷавон): Der Song wurde später zu einem seiner erfolgreichsten Lieder überhaupt, wurde in den späten 1980er Jahren in ganz Tadschikistan ausgestrahlt und post mortem von einer russischen Sängerin namens N. A. T. O. gecovert – wodurch der Song weltweite Bekanntheit erlangte.
Von 1984 bis 1987 studierte er in Leningrad, dem heutigen St. Petersburg, am Leningrader Luftfahrtinstitut (Leningradski awiazionny institut). Sein musikalisches Wirken festigte jedoch seinen Wunsch, eine Musikerkarriere zu verfolgen. Muborakscho oder Mischa, wie Fans ihn noch heute liebevoll nennen, begann seine professionelle Musikkarriere im Jahr 1988, als er der Gruppe von Daler Nasarow beitrat, nachdem er Ikbol Sawqibekow kennenlernte, einen professionellen Musiker und Sohn des berühmten tadschikischen Schauspielers und Musikers Gurmindsch Sawqibekow. Noch im selben Jahr erreichte Muborakscho Mirsoschojews Musik landesweite Popularität.
Einige Werke aus Muborakschos Musik beschäftigen sich mit den Themen der Trauer und Mystik, die starke Emotionen bei seinen Zuhörern hervorrufen. Mit seinem unvergleichlichen, einzigartigen Musikstil und der verletzlich-weichen Stimme schaffte er es nämlich, den Tadschiken ganz nahe zu sein. Einige seiner Texte befassen sich mit den mystisch anmutenden Werken persischer Dichter aus dem Mittelalter.
Ein weiterer, sehr erfolgreicher Song von ihm trägt den Namen Ai jorum Bijo (auf Tadschikisch: Ай ёрум биё) und wurde im Jahr 1988 veröffentlicht: Dieses Werk Mischas ist heute aus den tadschikischen Feierlichkeiten kaum mehr wegzudenken und ist mittlerweile einer der „Evergreens“ der tadschikischen Musik.
Der tadschikische Filmemacher Jormahmad Aralow drehte zu jener Zeit einen Film mit Daler Nasarow und Muborakscho, welcher in der UdSSR einen nennenswerten Erfolg erreichte.

## Privates und Nachwirken
Mubarakscho war verheiratet und Vater von drei Söhnen. Er starb im Jahr 2001 an den Folgen einer beidseitigen Lungentuberkulose.
Viele Musiker haben Coverversionen von Muborakschos Liedern veröffentlicht, darunter die russische Künstlerin Nato, die Mishas Tschor Dschawon mit einem heftig diskutierten Videoclip veröffentlichte. Die persische Rockgruppe Kiosk hat ebenfalls einen Song von ihm gecovert und mit Mohsen Namjoo zusammen ein iranisch-persisches Pendant zu Ai jorum Bijo (auf Persisch: Ay Yarom Bia) aufgenommen.
Muborakscho ist mittlerweile zu einem kulturellen Symbol der tadschikischen populären Musik des 20. Jahrhunderts geworden und gehört zu der kleinen Gruppe jener Künstler, die einen enormen Einfluss auf die zeitgenössische tadschikische Musikszene hatten. Seine Musik ist eine der wichtigsten Verbindungselemente zwischen den verschiedenen ethnischen Gruppen Tadschikistans. Er ist noch heute eine wichtige Inspirationsquelle für viele tadschikische Musiker.

## Diskografie
Trotz seiner Popularität hat Muborakscho zu Lebzeiten nie ein offizielles Album veröffentlicht. Im Jahr 1997 wurden jedoch – ohne Wissen von Daler Nasarow oder Muborakschos Familie – zwei inoffizielle Alben veröffentlicht: Jiray -1 und Jiray - 2. Das erste Album enthält mehrheitlich Lieder der Gruppe Daler Nazarov, während das zweite Album 13 Werke von Muboraksho beinhaltet, darunter Ai jorum bijo.